# Guerra fra poveri
Guerra fra poveri è il secondo album in studio del rapper italiano Mr. Phil, pubblicato nel 2006 dalla Vibrarecords.

## Tracce
1. Intro
2. Guerra agli umani (feat. Colle der Fomento, DJ Tsura)
3. Niente può fermarmi (feat. Ghemon Scienz, Soul David)
4. Piombo e fango (feat. Danno, Lord Bean, DJ Double S)
5. Taglia a' curt' (feat. Co'Sang)
6. Questo è amore (feat. Circolo Vizioso)
7. Roma Philly Connect RMX (feat. Maylay Sparks, Bassi Maestro, Amir)
8. Pe' strada (feat. Gente De Borgata)
9. Un cuore che batte (feat. Jeru the Damaja, Il Turco, DJ Double S)
10. Giorno dopo giorno (feat. Ghemon Scienz, DJ Tsura)
11. Underground Rap Starz (feat. Coez)
12. Arrivano (feat. Weddialem, Daniele Vit)
13. La verità (feat. Amir)
14. Zero sei (feat. Tony Sky, Santo Trafficante)
15. Outro